# غزو نابليون المخطط للمملكة المتحدة
كان غزو نابليون المخطط للمملكة المتحدة في بداية حرب التحالف الثالثة، ومع أنه لم يُنفذ على الإطلاق، فقد كان له تأثير كبير على الاستراتيجية البحرية البريطانية وتحصينات ساحل جنوب شرق إنجلترا. نُفذت المحاولات الفرنسية لغزو إيرلندا من أجل زعزعة استقرار المملكة المتحدة أو باعتبارها نقطة انطلاق نحو غزو بريطانيا العظمى في عام 1796. تجمع أول جيش فرنسي لغزو إنجلترا على ساحل القناة الإنجليزية في عام 1798، لكن مخطط غزو إنجلترا وُضع في الهامش بعد تركيز نابليون على الحملات في مصر وضد النمسا، وعُلّق في عام 1802 بمعاهدة أميان للسلام. بناءً على التخطيط المسبق للغزوات المطروحة تحت حكم النظام القديم الفرنسي في أعوام 1744 و1759 و1779، بدأت الاستعدادات مرة أخرى بشكل جدي بعد اندلاع الحرب في عام 1803، وأُلغيت أخيرًا في عام 1805. على عكس الاعتقاد الشائع، فقد أُلغي الغزو قبل معركة طرف الغار.

## الاستعدادات الفرنسية
من عام 1803 وحتى عام 1805 حُشد جيش جديد مكون من 200,000 رجل، يُعرف باسم «جيش سواحل المحيط» أو «جيش غزو إنجلترا»، ودُرّب في معسكرات في بولون وبروج ومونترويل. بُني «أسيطيل وطني» كبير من زوارق الغزو في موانئ القناة على طول سواحل فرنسا وهولندا (التي كانت تحت الهيمنة الفرنسية باسم الجمهورية الباتافية)، مباشرةً من إتابلس وحتى فليسنجن، وتجمعوا في بولون. كانت قافلة السفن هذه في البداية تحت قيادة إيتان برويكس النشطة، ولكنه سرعان ما اضطر إلى العودة إلى باريس، حيث توفي بمرض السل في مارس 1805. كان الأسيطيل الذي بنته البحرية الباتافية تحت قيادة اللواء البحري كاريل هندريك فير هيل.
حُسّنت مرافق الموانئ في بولون (على الرغم أن المد والجزر جعلها غير مناسبة لهذه المهمة) وبُنيت الحصون، في حين أن السخط والضجر الذي غالبًا ما كان يهدد بانفجار القوات المنتظرة قد خُفف من خلال التدريب المستمر والزيارات الاحتفالية المتكررة من قبل نابليون نفسه وكان ذلك يشمل توزيع جوائز لوسام جوقة الشرف الإمبراطوري للمرة الأولى على الإطلاق). صُكّت ميدالية ونُصّب عمود النصر في بولون للاحتفال بالنجاح المتوقع للغزو. ومع ذلك، عندما أمر نابليون بإجراء اختبار على نطاق واسع لعملية الغزو على الرغم من الطقس المتقلب وبالتعارض مع نصيحة قادة البحرية مثل تشارلز رينيه ماغون دي ميدين (قائد الجناح الأيمن لأسيطيل السفن)، ظهر أنهم غير مصممين بشكل جيد على مهمتهم، وعلى الرغم من أن نابليون قاد جهود الإنقاذ شخصيًا، فقد مات العديد من الرجال.

## الإجراءات البريطانية المضادة
على الرغم من أن اختبار الأسطول لم يكن ناجحًا، بقيت دفاعات بريطانيا في حالة تأهب قصوى من الغزو. مع وجود أسيطيل ومخيم مرئيين في بولون من الساحل الجنوبي لإنجلترا، بُنيت أبراج مارتيلو على طول الساحل الإنجليزي لمواجهة تهديد الغزو، وأُنشئت الميليشيات. في المناطق الأقرب إلى فرنسا، بُنيت التحصينات الجديدة واكتملت الحصون التي كانت موجودة مسبقًا ضد غزو عام 1779 أو حُسّنت. أضافت أنفاق قلعة دوفر المزيد من القوات إلى الحامية، وشُيّدت مرتفعات دوفر الغربية (مع وجود سلم أسطواني كبير لنشر القوات من موقعها على قمة التل إلى مستوى سطح البحر بسرعة في حال رست السفن الفرنسية)، وقُطعت القناة العسكرية الملكية لإعاقة تقدم نابليون إلى إنجلترا في حال رست سفنه في رومني مارش. كانت هناك شائعات لا أساس لها انتشرت عبر وسائل الإعلام المطبوعة حول عوامات غزو فرنسية خافتة الصوت ضخمة تعمل بطاقة طواحين الهواء وعجلات التجديف، وعن نفق محفور سرًا تحت القناة وأسطول غزو من المناطيد، وقد سخرت الرسوم الكاريكاتورية أيضًا من احتمال الغزو. نُفذت غارة بحرية أيضًا على بولون في أكتوبر 1804 واستمرت الأساطيل البريطانية في حصار الأساطيل الفرنسية والإسبانية التي كانت الحاجة إليها كبيرة لكسب التفوق البحري لفترة كافية للعبور.

## وصلات خارجية
- غزو بريطانيا المخطط – المتحف البحري الوطني (بالإنجليزية)